# Kabupaten Tana Toraja
Kabupaten Tana Toraja (indonesiska: Kabupaten Tana Toradja, Kabupaten Tanatoraja) är ett kabupaten i Indonesien.   Det ligger i provinsen Sulawesi Selatan, i den centrala delen av landet, 1 500 km öster om huvudstaden Jakarta. Antalet invånare är 221 081. Arean är 2 054 kvadratkilometer.
Terrängen i Kabupaten Tana Toraja är huvudsakligen bergig, men den allra närmaste omgivningen är kuperad.